# Sphaerodoropsis arctowskyensis
Sphaerodoropsis arctowskyensis är en ringmaskart som beskrevs av Hartmann-Schröder och Rosenfeldt 1988. Sphaerodoropsis arctowskyensis ingår i släktet Sphaerodoropsis och familjen Sphaerodoridae. Inga underarter finns listade i Catalogue of Life.